# Führer Miklós
Führer Miklós, születési nevén Führer Móric (Nyíregyháza, 1873. március 10. – Budapest, 1948. augusztus 26.) magyar építész.

## Élete
Führer Zsigmond és Stern Berta fiaként született zsidó családban. Budapesten végezte el a Felső Építőiskolát és a Festőművészeti Akadémiát. Ezt követően a Magyar Államvasutak magasépítési osztályán talált munkát. Később Alpár Ignác építőipari irodájának lett munkatársa. 1908-ban önállósította magát. Az első világháború előtt épületeket tervezett és kivitelezett, később csak építési vállalkozóként kivitelezett. Saját tervezőirodájában Wannenmacher Fábián, majd Thomas Antal vezette a tervezést.
1903 és 1907 között munkatársa volt a Magyar Pályázatok című folyóiratnak. Idővel megvásárolta a lapot, és 1907-től Magyar Építőművészet címen adta ki. Évtizedeken át a lap tulajdonosa és főszerkesztője is volt (a lap a második világháborúig létezett).

## Írásai
Jelentős szakirodalmi működést fejtett ki, de szépirodalmi munkái is megjelentek.

### Könyvei
- Erdőben, tisztáson, Budapest, 1905 (Boer Miklóssal, novellák)
- Emlékezés, Budapest, 1949

## Ismert épületei
- 1908–1909: Görögkeleti egyház bérháza és püspökségi hivatala, Nyíregyháza, Bethlen Gábor u. 5.[5][7][8][9]
- 1908–1909: Otthon Szálló, Nyíregyháza, Hősök tere 7.[5][7][10][11]
- 1909–1910: Vigadó, Breznóbánya (Wannenmacher Fábiánnal)[5]
- 1910: Izraelita Hitközség fürdője, Nyíregyháza (az épület elpusztult)[5]
- 1910: családi ház, Nyíregyháza, Vörös hadsereg útja 36.[5]

### Tervben maradt épületek
- 1909: Vigadó és bérház, Sátoraljaújhely (László Richárddal)[5]
- 1910: Zeneiskola, Szeged[5]

### Kivitelezőként
- 1909–1912: Százados úti művésztelep épületei, Budapest, Százados u. 3-13. (László testvérekkel közösen,[12] a telepet tervezte: Wossala Sándor)[13][14] (épült Bárczy István kislakás- és iskolaépítési programja keretében)
- 1910: Mária Terézia székesfővárosi elemi iskola (ma: Budapesti Fazekas Mihály Gyakorló Általános Iskola és Gimnázium), Budapest, Horváth Mihály tér 8. (László testvérekkel közösen, tervező: Almási Balogh Loránd)[15]
- 1910: Székesfővárosi kislakásos bérház, Budapest Simor (ma: Vajda Péter) u. (László testvérekkel közösen, tervező: ?)[16]
- 1911–1912: Székesfővárosi kislakásos bérház, Budapest, Margit körút 64. (tervezte: Nagy Virgil)[17] (épült Bárczy István kislakás- és iskolaépítési programja keretében)

## További irodalom
- Puttók a nyíregyházi szecessziós épületeken (kultura.hu, 2024. máj. 2.)